# Mogens Dahl Koncertsal
Mogens Dahl Koncertsal er en koncertsal for klassisk musik, der er ligger på Islands Brygge i København.
Koncertsalen blev indviet i 2005 og er den eneste koncertsal for klassisk musik i Danmark, der udelukkende er privat finansieret. I salen arrangeres kammerkoncerter med både danske og internationale navne, ligesom huset har sit eget kammerkor, Mogens Dahl Kammerkor. I 2020 gik selskabet bag koncertsalen konkurs.
Blandt de musikere, der har optrådt i salen er:
- Leif Ove Andsnes, piano
- Tokyo String Quartet
- Bo Skovhus, baryton
- Juilliard String Quartet
- Emerson String Quartet
- Ivo Pogorelich
- Danish String Quartet
- Mogens Dahl Kammerkor
- Angela Hewitt, piano
- Trio Wanderer
- Trio con Brio Copenhagen

Stedet fungerer i det daglige som møde- og konferencecenter.
Salen er opkaldt efter dens grundlægger og ejer, dirigent Mogens Dahl.